# Antonio Machado en Baeza
La estancia de Antonio Machado en Baeza (octubre de 1912-noviembre de 1919) se considera una de las etapas literarias más prolíficas del autor de Campos de Castilla, a la vez que –en lo personal– como un intento de sobreponerse a la reciente desaparición de su joven esposa, Leonor Izquierdo, fallecida en Soria el 1 de agosto de 1912, a la edad de 18 años.
En cuanto a las obras de arte dedicadas a recordar su paso por la ciudad, sobresale especialmente la Cabeza de Machado realizada por el escultor aragonés Pablo Serrano en 1966, cuya azarosa inauguración, prevista en principio para el 20 de febrero de ese año, fue prohibida por el régimen franquista, siendo celebrada finalmente en abril de 1983.

## Triste, cansado, pensativo y viejo

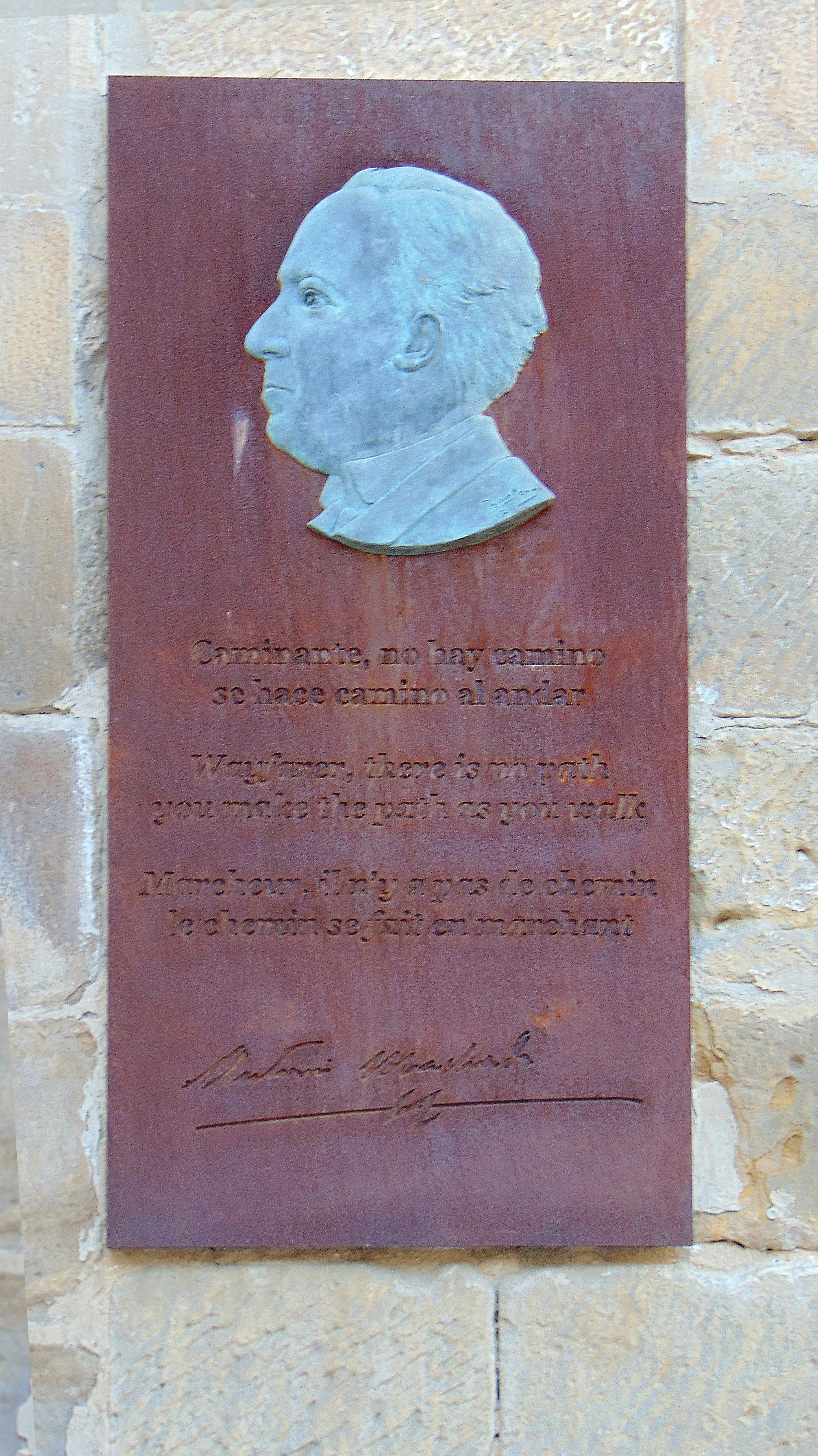
Vista parcial de la fachada del antiguo Instituto General y Técnico (actual IES Santísima Trinidad) en el que Antonio Machado fue profesor de Lengua francesa entre el 1 de noviembre de 1912 y finales de noviembre de 1919 (detalle de la placa conmemorativa).
"Caminante, no hay camino
se hace camino al andar"
Wayfarer, there is no path
you make the path as you walk
Marcheur, il n'y a pas de chemin
le chemin se fait en marchant.

Al no haber plaza en Madrid (su destino prioritario), Machado llega por primera vez a Baeza (Jaén) a finales de octubre de 1912, donde toma posesión de la cátedra de Lengua francesa en el Instituto General y Técnico (actual IES Santísima Trinidad), ubicado en el magnífico edificio de la antigua Universidad, el 1 de noviembre, siendo director del mismo Leopoldo de Urquía Martín, hasta su fallecimiento el 26 de julio de 1915.
Pero el ansiado regreso a su tierra («Mi infancia son recuerdos de un patio de Sevilla…») no parece producir la esperada impresión en el abatido ánimo del poeta:

—El día que vino por primera vez cuentan que fue a presentarse al director del Instituto, a su domicilio. La criada que salió a abrirle la puerta le enteró: el señor director está en "la agonía". Machado se puso pálido. Pero es que el director estaba en un casino al que apodaban "La Agonía" porque sus componentes, casi todos labradores, pasaban el tiempo augurando ruinas por el mal estado de las cosechas y la falta de lluvias.

Pasquau, Juan (17 abr. 1959). «Antonio Machado en Baeza». ABC (Madrid): 23.

Al mes de vivir en la ciudad, le detalla sus primeras impresiones a su «buen amigo» José María Palacio, quien inmediatamente las inserta en un artículo suyo (Soria, juzgada desde lejos), aparecido en El Porvenir Castellano del 5 de diciembre. Pese a tener el doble de habitantes que Soria –unos 15 000–, Baeza carece para el poeta de vida intelectual:

Esta tierra es casi analfabeta. Soria es Atenas comparada con esta ciudad donde ni aun periódicos se leen. Aparte de esto, que es suficiente y aun sobrado, la gente es buena, hospitalaria y amable. Las únicas preocupaciones son aquí la política y el juego; inquietudes espirituales, no existen; afán de cultura, tampoco.

En parecidos términos, se dirige a Miguel de Unamuno:

A primera vista parece esta ciudad mucho más culta que Soria, porque la gente acomodada es infinitamente discreta, amante del orden, de la moralidad administrativa y no faltan gentes leídas y coleccionistas de monedas antiguas. En el fondo no hay nada.

No obstante, el poeta parece reconocer que es la muerte de Leonor la que no le permite opinar –objetivamente– de una ciudad a la que acaba de incorporarse:

¿Será porque se ha ido
quien asentó mis pasos en la tierra,
y en este nuevo ejido
sin rubia mies, la soledad me aterra? (CXLI)

Una ciudad y un paisaje que, cuando se vaya, siente sin embargo que echará de menos:

¡Campo de Baeza,
soñaré contigo
cuando no te vea! (CLIV, IV)

Pero no todo parece resumirse en esta negativa visión de su realidad inmediata.
Cuando Machado llega a Baeza, lo primero que le llama la atención son las graves estrecheces por las que pasa el campo andaluz, lo que enciende sus «gotas de sangre jacobina»:

Pero ¿qué vitalidad es la de un pueblo que se muere? Con los dos tercios de nuestro territorio sin cultivar; la cifra máxima europea de emigración desesperada; la mínima de población, ¿hablamos todavía de confianza en nuestra vitalidad, en nuestra fuerza prolífica y en nuestro porvenir? ¿No es absurdo hablar de confianza? Nuestro punto de partida ha de ser una "irresignación desesperada".

Un creciente apego a las capas más desfavorecidas de la sociedad que –según los estudiosos de la obra machadiana– tiene su reflejo literario en una notable simplificación del lenguaje poético, visible en sus Nuevas canciones, escritas íntegramente en Baeza.

### Un día como otro día

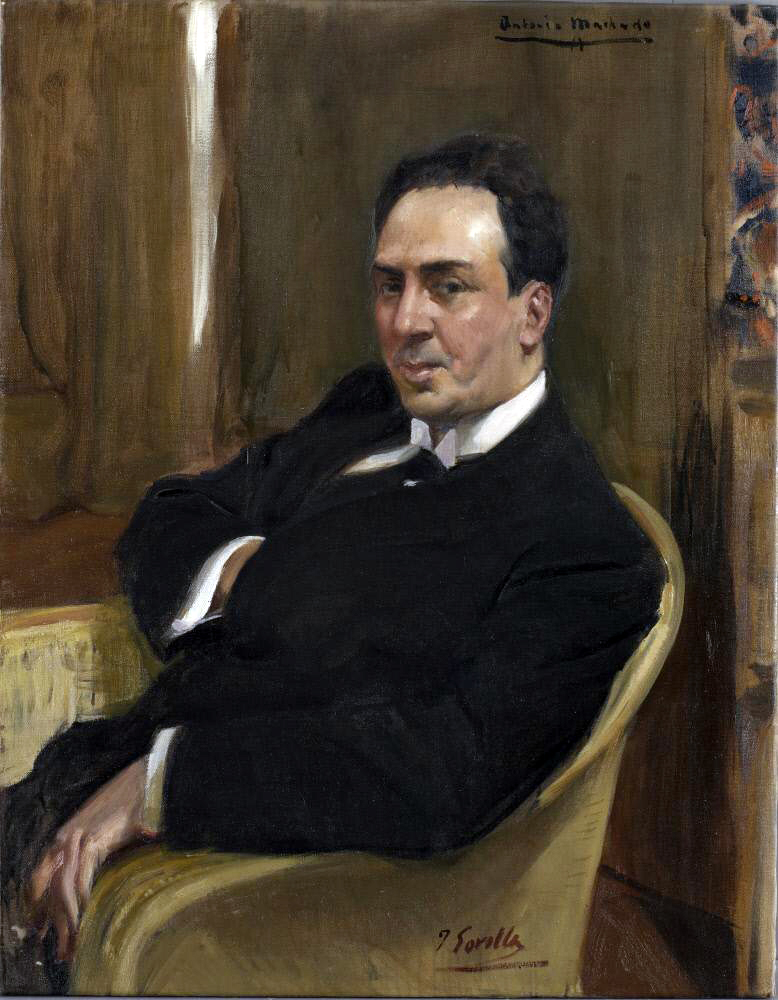
Joaquín Sorolla. Antonio Machado en diciembre de 1917. Hispanic Society of America (Nueva York).

Aplacada la primera sensación de doloroso «exilio», se impone ahora combatir esa gris «monotonía / que mide un tiempo vacío».
Con este fin, en 1915, comienza la carrera de Filosofía y Letras, como alumno libre, en la Universidad de Madrid –una vez al año, se desplaza a la capital para examinarse–, que termina en 1918; asiste a la tertulia de la desaparecida rebotica de Adolfo Almazán, farmacéutico y profesor de Gimnasia del Instituto, lee libros nuevos («Abro uno / de Unamuno»), escribe cartas a su madre y sus hermanos Manuel y José, Juan Ramón Jiménez [8], José Ortega y Gasset [7], Miguel de Unamuno [4], Manuel García Morente [1], Ramón María del Valle-Inclán [1], Azorín [1], Julio Cejador [1], Federico de Onís [2]…; da largos paseos:

Y la encina negra,
a medio camino
de Úbeda a Baeza. (CLIV)

O, sencillamente, deja pasar el tiempo. Rafael Laínez, alumno aventajado del poeta, lo recuerda así:

Solíamos encontrar a don Antonio solo, sentado bajo el olmo de la Puerta del Conde o en alguno de los bancos que, más lejos, se apoyan en la espalda de la plaza de toros, allí por el egido […] Todavía lo recuerdo, apoyado con sus dos manos en su cayado, como tantas veces, llenos los ojos de lejanía, inmóvil […]

### Excursiones
¡Montes de Cazorla,
Aznaitín y Mágina! (CLIV, I)

En 1913, acompañado por su entonces alcalde Miguel Salcedo, Machado visita Jimena –una pequeña población a unos 25 km al sur de Baeza, en plena Sierra Mágina– junto a Juan Camps, Adolfo Almazán y el pintor Florentino Soria. Conoce el llamado «Paraje de Cánava», sube al cerro Aznaitín (1740 m s. n. m.)…

En el Aznaitín afila
su cuchillo la tormenta. (II)

Dos años después, en 1915, esta vez con su hermano Manuel, Rafael Laínez y varios amigos de Baeza, se desplaza a la Sierra de Cazorla, parece que con el propósito de llegar al nacimiento del Guadalquivir. De Baeza a Cazorla, pasa por Torreperogil y Peal de Becerro:

¡Torreperogil!
¡Quién fuera una torre, torre del campo
del Guadalquivir! (I)

A dos leguas de Úbeda, la Torre
de Pero Gil, bajo este sol de fuego,
triste burgo de España. (Los olivos, II)

El carricoche lento,
al paso de dos pencos matalones,
camina hacia Peal. Campos ubérrimos. (Los olivos, II)

Por último, quizá a finales de verano de 1917, visita el santuario de la Virgen de Tíscar, a unos 14 km de Quesada:

En la sierra de Quesada
hay un águila gigante,
verdosa, negra y dorada,
siempre las alas abiertas.

[…]

Y allí donde nadie sube,
hay una virgen risueña
con un río azul en brazos.
Es la Virgen de la Sierra. (Viejas canciones, IV)

### Visita de Federico García Lorca a Baeza
El 8 de junio de 1916, Federico García Lorca (1898-1936) –por aquellos entonces, un joven alumno de la Universidad de Granada– visita Baeza en viaje de estudios dirigido por su profesor de Teoría de la Literatura y de las Artes Martín Domínguez Berrueta.
También Rafael Laínez ofrece esta vez algunos pormenores de un día sin duda «especial», en que Machado, «haciendo una excepción imponderable en su modo de vivir silencioso y modesto, accedió a los ruegos del señor Berrueta»:

También recuerdo ahora que por aquellos años, acaso en la primavera de 1916, un día, al filo de las doce, vi a un grupo de forasteros acompañados por el arcipreste de la catedral baezana, don Tomás Muñiz de Pablos, que contemplaban la fachada del Seminario, antiguo Palacio de Jabalquinto […], cercano al Instituto. Me incorporé al grupo de turistas lleno de curiosidad y escuché a un grave señor una interesante lección de historia del arte baezano. Supe después que el grupo lo formaban estudiantes de la Facultad de Filosofía y Letras de la Universidad de Granada […] Entre los muchachos, […] iba Federico García Lorca, al que pocos años más tarde conocería en Madrid. Aquel día, ellos marcharon hacia la catedral y yo, venciendo mi curiosidad, me volvía al Instituto porque no quería perderme la clase de don Antonio. Al día siguiente, mi compañera Paquita de Urquía me dio noticias de los viajeros: que los acompañó toda la tarde y que en el Casino Antiguo –o de los señores– don Antonio había recitado fragmentos de La tierra de Alvargonzález y Federico había tocado el piano con mucha gracia.

### Traslado a Segovia
El 7 de septiembre de 1919, solicita traslado al Instituto General y Técnico de Segovia, que le es concedido el 30 de octubre. A finales de noviembre, deja Baeza.

## Actividad literaria
Como ya se ha citado anteriormente, el poeta escribe durante su estancia en la ciudad las tituladas Nuevas canciones, inéditas hasta 1924.
Comienza además la redacción de Los complementarios, un extenso cuaderno de teoría literaria, definido por el autor como una serie de «borradores y apuntes impublicables, escritos desde el año 1912 en que fui trasladado a Baeza, hasta el 1.º de junio de 1925» (p. 243).
Datan también de esta etapa los «elogios» dedicados, entre otros, a Giner de los Ríos, Ortega y Gasset, Rubén Darío, Azorín o Gonzalo de Berceo, en los que el autor sigue el modelo lírico iniciado en Campos de Castilla con los dos poemas a Unamuno y Juan Ramón Jiménez.

### Publicaciones
- (1917). Páginas escogidas. Madrid: Casa Editorial Calleja (1.ª ed.)
- (1917). Poesías completas de Antonio Machado. Madrid: Publicaciones de la Residencia de Estudiantes (1.ª ed.)
- (1919). Soledades, galerías y otros poemas. Madrid: Calpe. Colección Universal; n.º 27 (2.ª ed.)

Colabora asimismo en numerosos diarios y revistas –particularmente de Soria y Madrid–, entre los que resalta el semanario reformista Idea Nueva, fundado en Baeza en 1914.
A mediados de febrero de 1915, publica un emotivo artículo homenaje al recientemente fallecido Francisco Giner de los Ríos, así como un breve texto (apenas dos cuartillas) escrito Para el primer aniversario de "Idea Nueva" y aparecido el día 11:

En esta bella ciudad, entre moruna y manchega, en cuyas piedras venerables se lee un pasado glorioso, en esta noble Baeza, de vieja tradición intelectual, hacía falta un periódico, y ustedes, mis queridos amigos, han sabido crearlo.

Moreiro, José María (12 ago. 1979). «Un artículo de don Antonio Machado sobre la prensa». ABC (Madrid): 13.

## Reconocimientos

### Artes plásticas

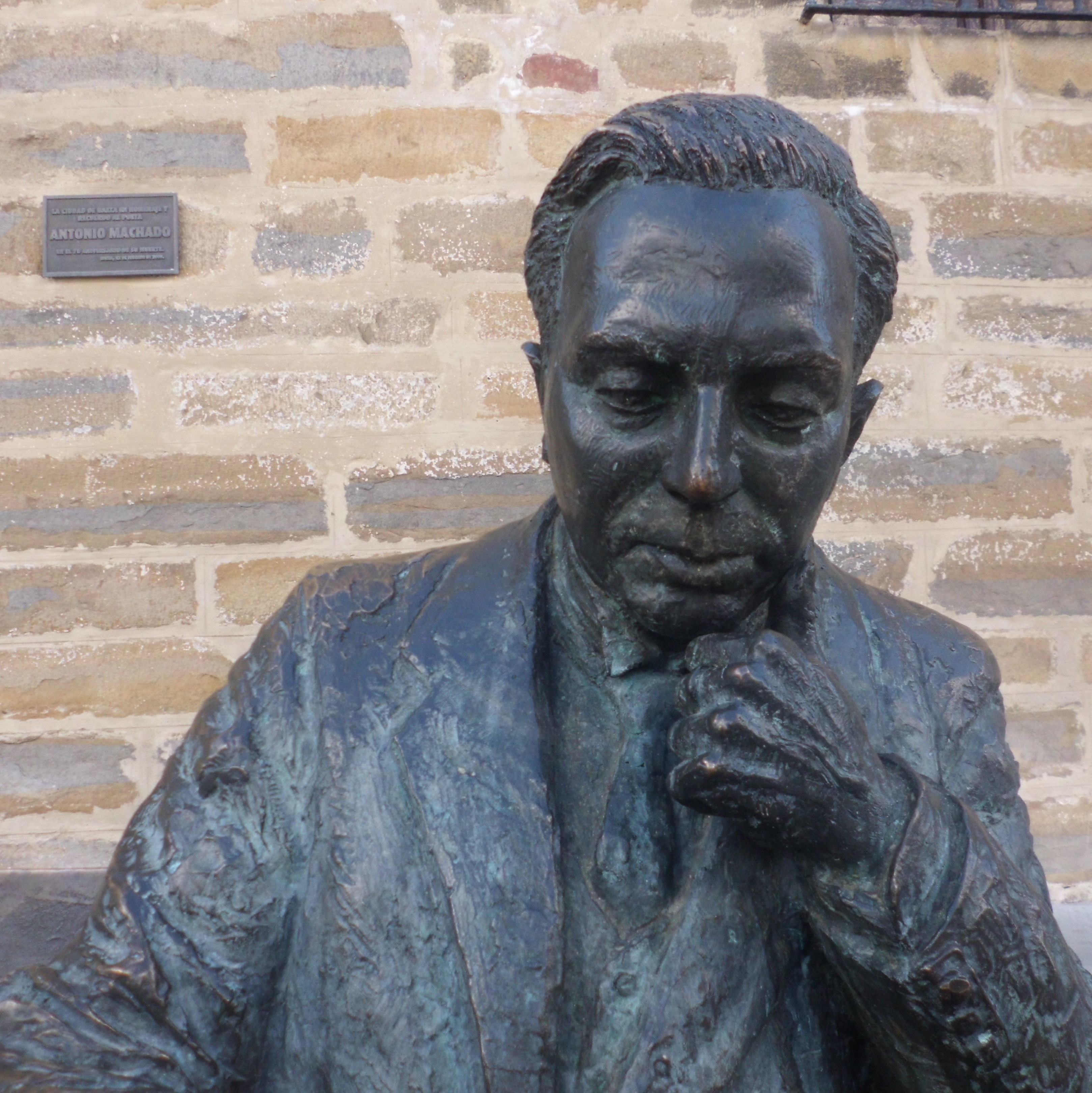
Antonio Pérez Almahan. Estatua sedente de Antonio Machado, 2009 (detalle del busto).

- (1966). Cartel de Joan Miró para la serie de homenajes que con el título «Paseos con Antonio Machado» se le rindieron en varias de las ciudades en las que vivió, entre ellas, Baeza.
- (1966). Cabeza de Machado, del escultor Pablo Serrano. Bronce. Situada junto al conocido como «Paseo de las Murallas».[20] El fanal de hormigón en que se aloja es obra del arquitecto Fernando Ramón Moliner, también de 1966.

Tras el frustrado homenaje al poeta que se iba a celebrar el 20 de febrero de ese año (acabó disuelto por la Policía y con varios detenidos; según la versión «oficial» de los hechos, «el monumento no estaba terminado»), fue inaugurada oficialmente el 10 de abril de 1983.

Al mediodía, en reunión celebrada en el Palacio Provincial, presidida por el gobernador civil y con asistencia de la corporación en pleno, […] se trató de la celebración del Día de la Provincia y coincidiendo con él realizar un homenaje al poeta Antonio Machado.

[…]
El día 8 [de septiembre] se procederá a la inauguración de obras y mejoras llevadas a cabo en Baeza y a la colocación de una lápida dedicada a Antonio Machado. La lápida será colocada en el Instituto en donde Machado fue profesor de francés.
[…]

Después habrá un "Itinerario Machado" para la colocación de un busto de este poeta con recital de sus principales obras.

Mencheta (18 mar. 1966). «La Diputación jiennense celebrará el Día de la Provincia y el homenaje a Machado en septiembre próximo». ABC (Madrid): 75.

- (1996). Poema de un día, relieve de J. Cuesta. Colocado en el patio renacentista del Instituto Santísima Trinidad, donde fue
«profesor / de lenguas vivas». Inscripción en la base: «POEMA DE UN DIA / ANTONIO MACHADO EN BAEZA 1912 - 1919».
- (1997). Retrato de Antonio Machado, del pintor Antonio Moreno. Pertenece a la Sede Antonio Machado de la Universidad Internacional de Andalucía.
- (1999). Busto de Antonio Machado, del escultor Melchor Zapata. Colocado en el patio de la Sede Antonio Machado de la Universidad Internacional de Andalucía.[27]
- (2009). Retrato de Antonio Machado, del pintor David Padilla. Pertenece a la Sede Antonio Machado de la Universidad Internacional de Andalucía.
- (2009). Estatua sedente de Antonio Machado, del escultor Antonio Pérez Almahan. Colocada en la calle San Pablo, junto a la fachada del Nuevo Casino.[20]
- (2012). Banderola conmemorativa de Rafael Simón con motivo del centenario de la llegada del poeta a la ciudad (ANTONIO MACHADO / Y BAEZA 1912-2012 / CIEN AÑOS DE UN ENCUENTRO / Del 22 de febrero al 1 de noviembre de 2012).[28]
- (2012). Placa conmemorativa del primer centenario de la llegada del poeta a la ciudad. Situada en la fachada del Instituto Santísima Trinidad. Bajo el medallón de bronce con el perfil del poeta, figuran los conocidos versos «Caminante, no hay camino / se hace camino al andar», en español, inglés y francés, y su firma. Inaugurada el 22 de febrero de 2012.

### Otros
- Calle Antonio Machado 37°59′43.7″N 3°27′52.7″O / 37.995472, -3.464639.
- CEIP Antonio Machado 37°59′39.3″N 3°28′27.0″O / 37.994250, -3.474167.
- IES Santísima Trinidad, antiguo Instituto General y Técnico. Se conserva exactamente igual que entonces el aula en la que el poeta impartió sus clases de francés, incluso con el mismo mobiliario de la época:[20]

Hoy se conserva tal cual la pequeña aula donde daba Machado sus clases de francés: la misma pizarra, la misma mesa, los mismos bancos.

A la derecha de la puerta de entrada, se encuentra un medallón con el siguiente texto: «en esta / aula enseñó / lengua francesa / Don Antonio / Machado / 1912 - 1919».

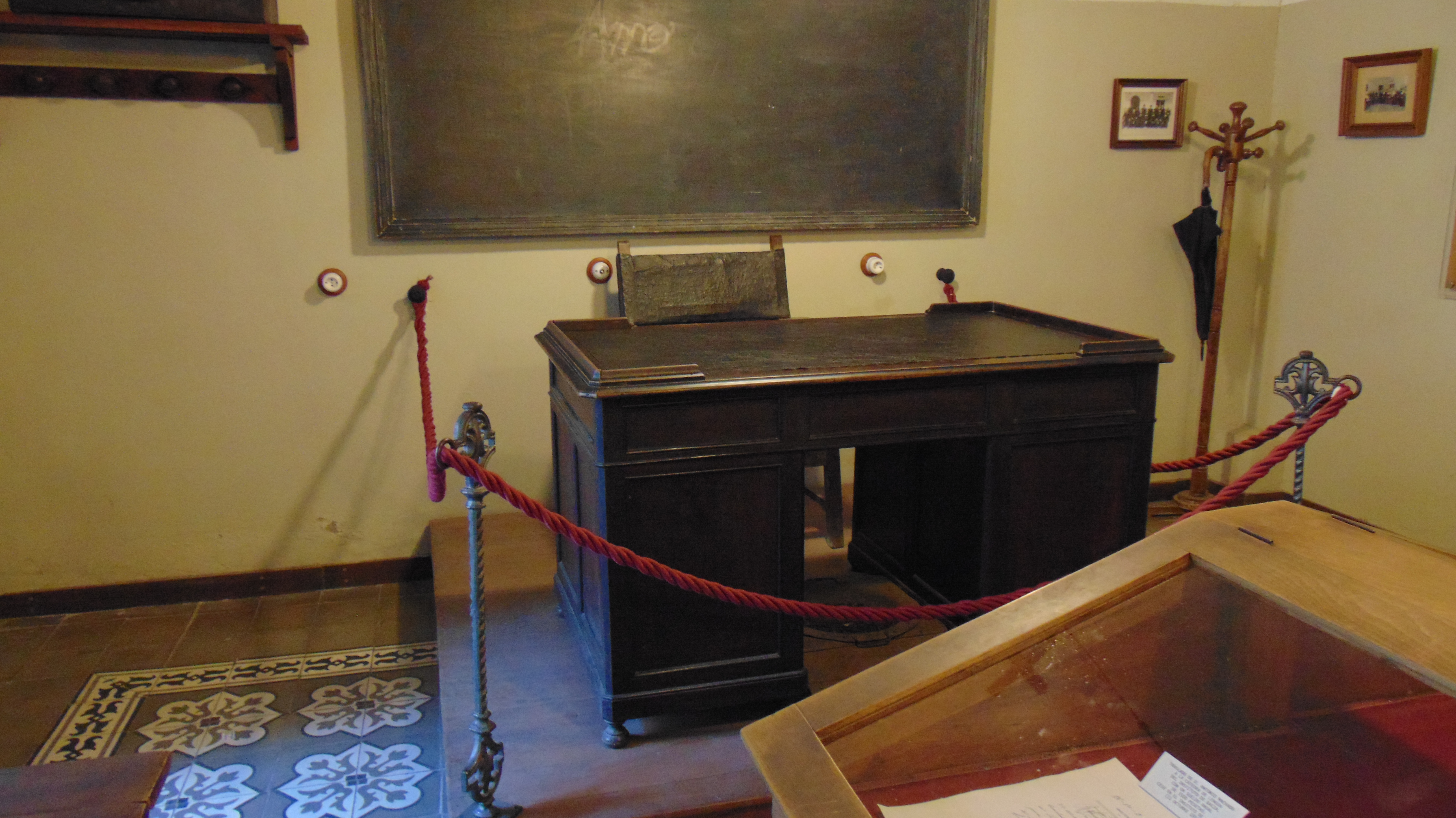
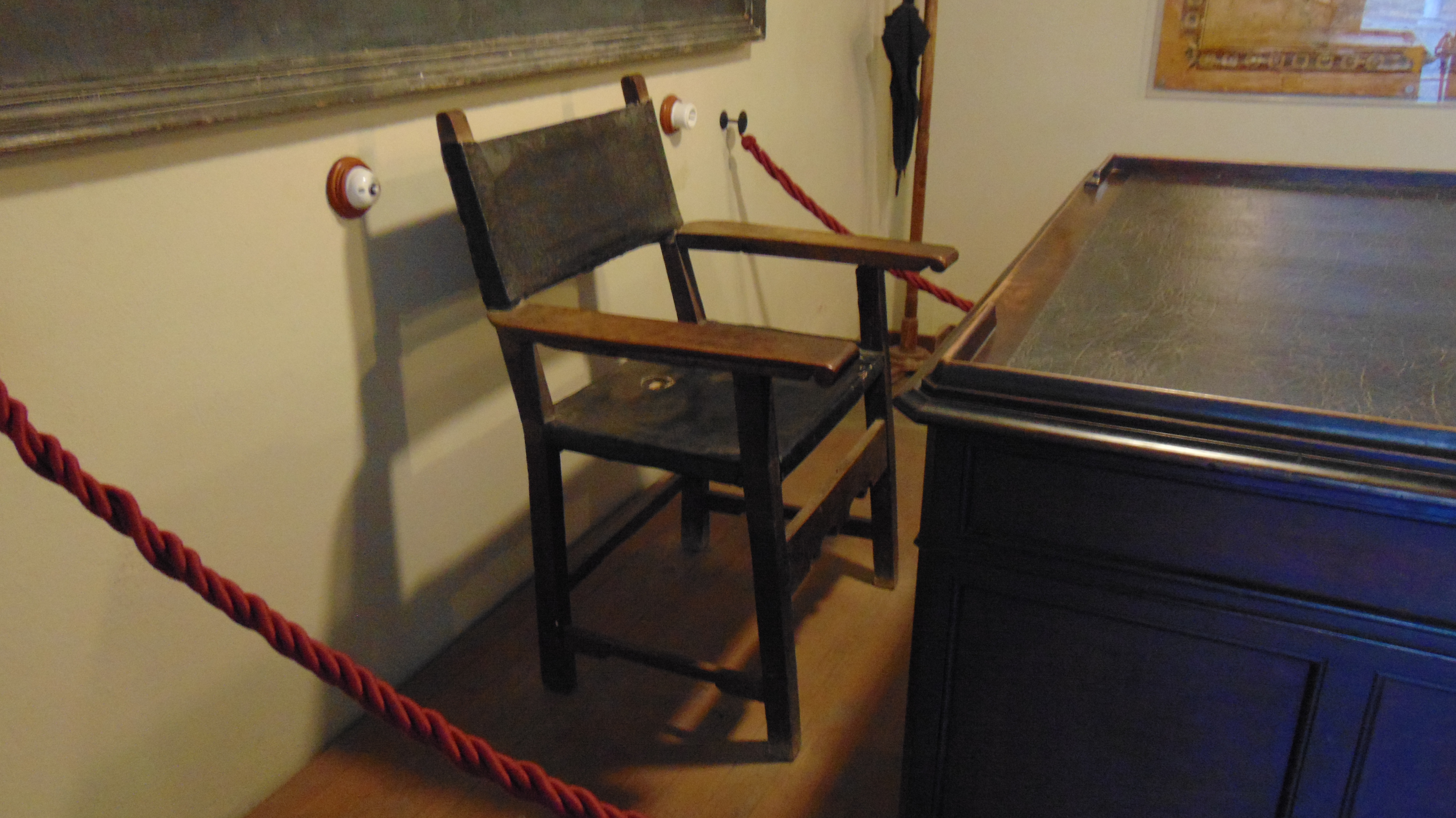
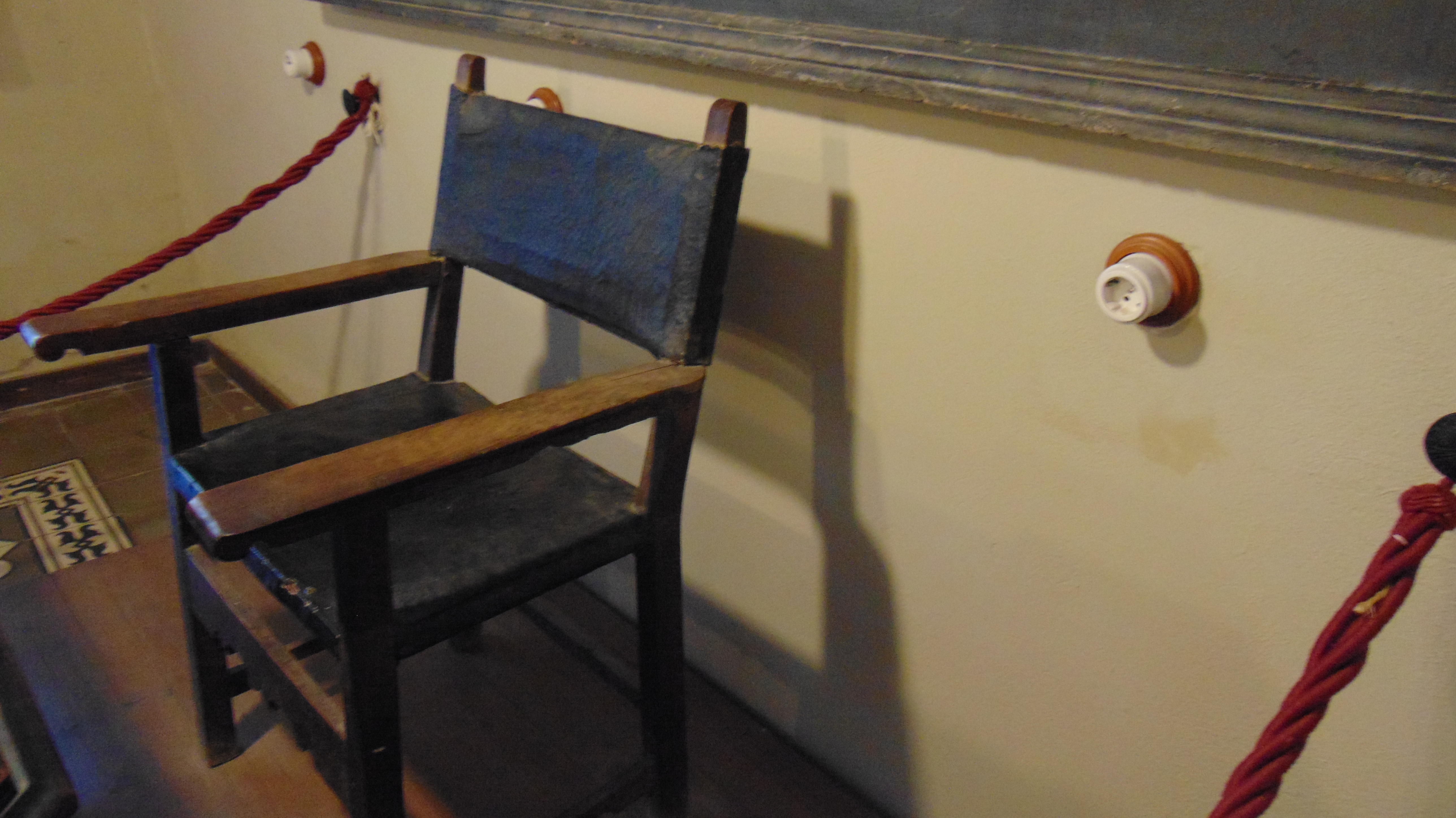
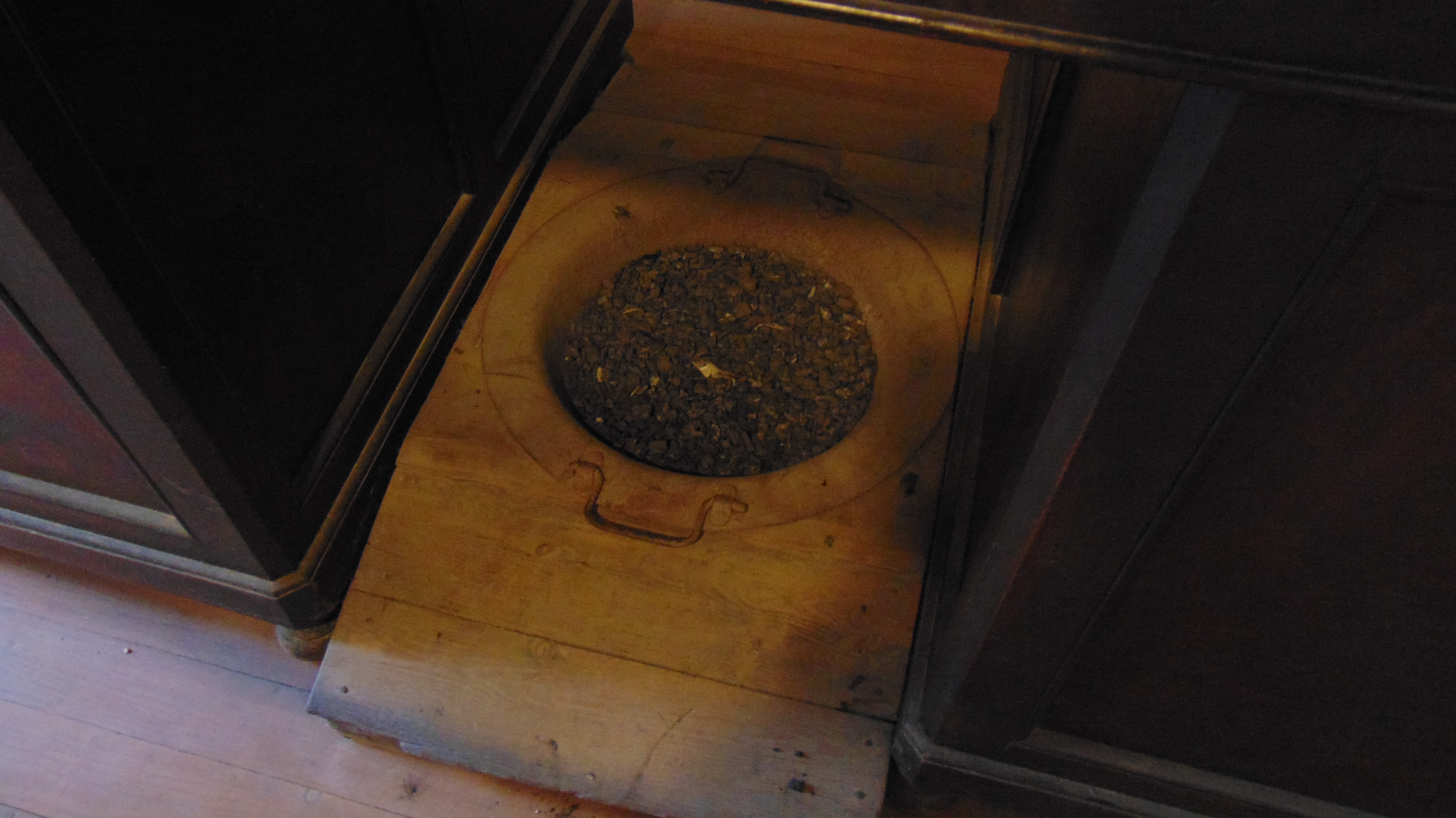
(detalle del brasero).
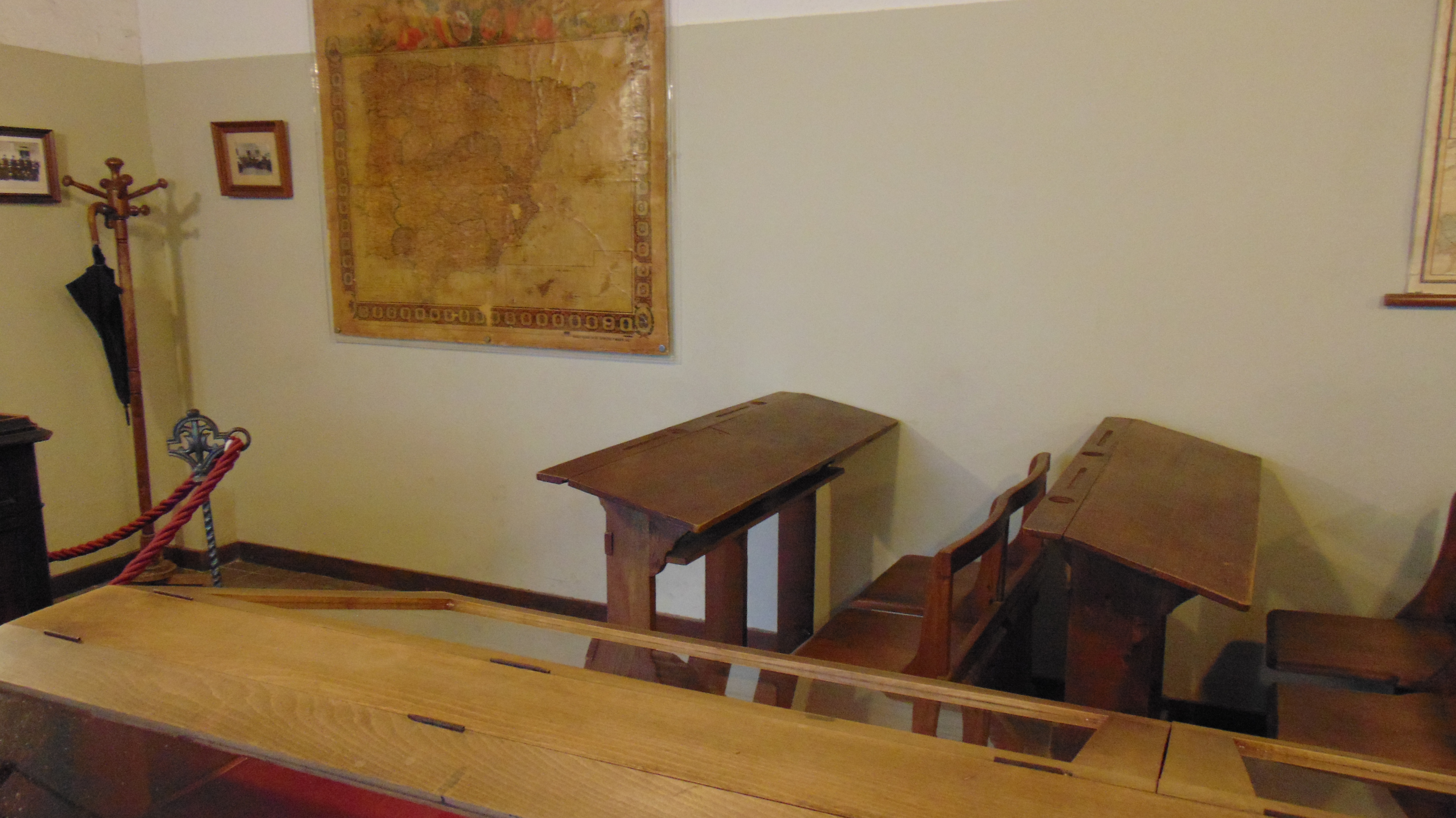
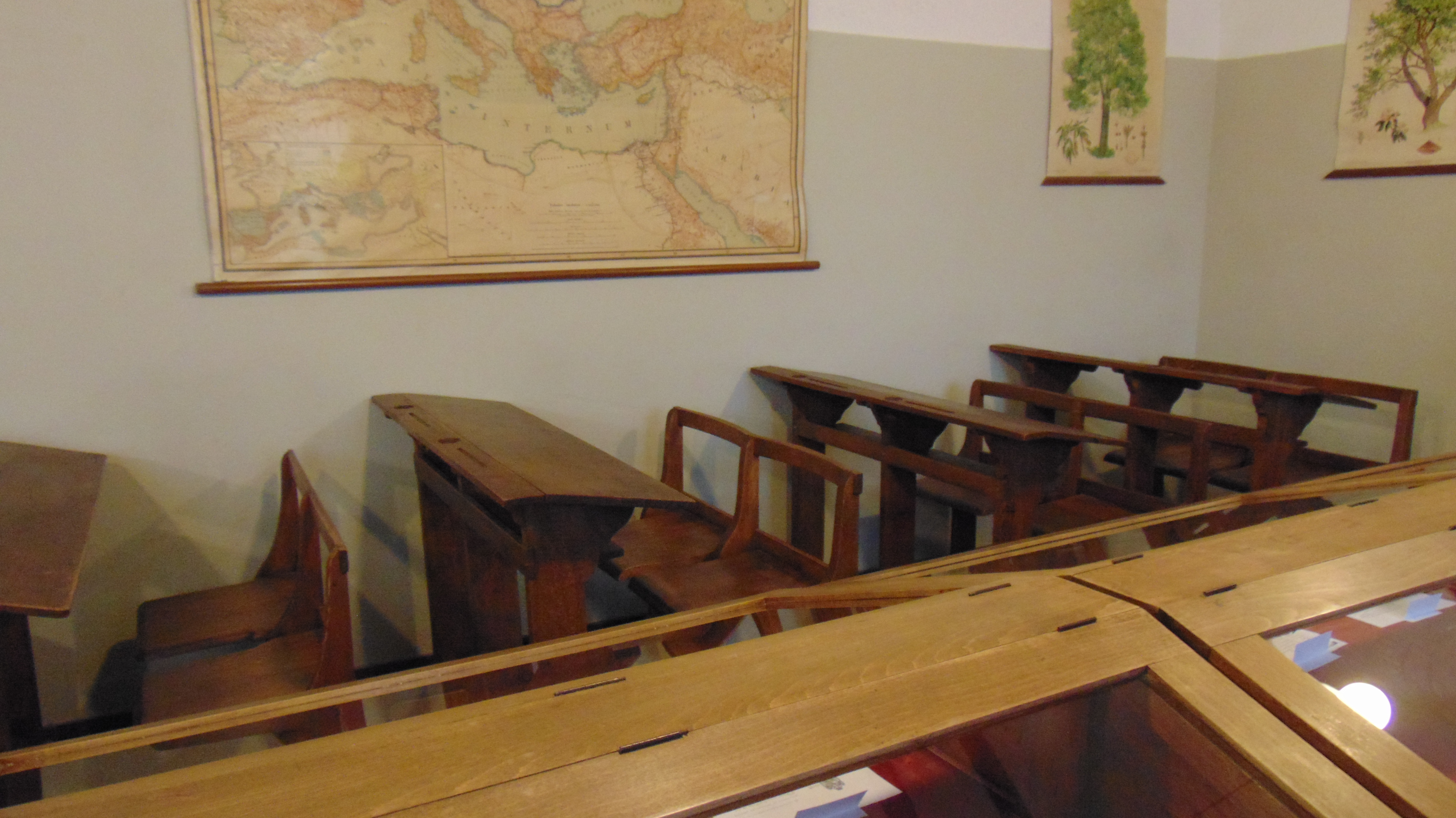
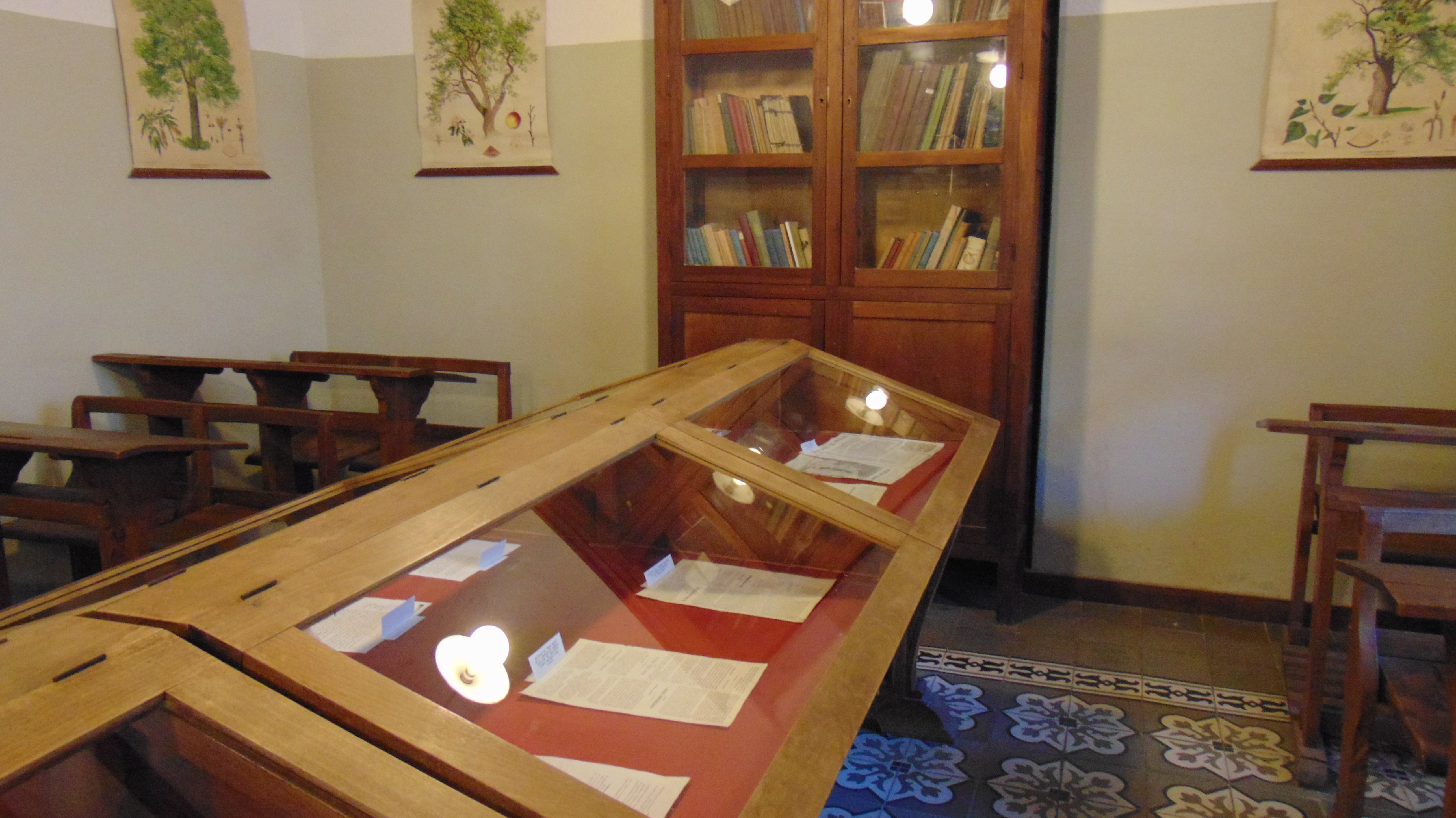
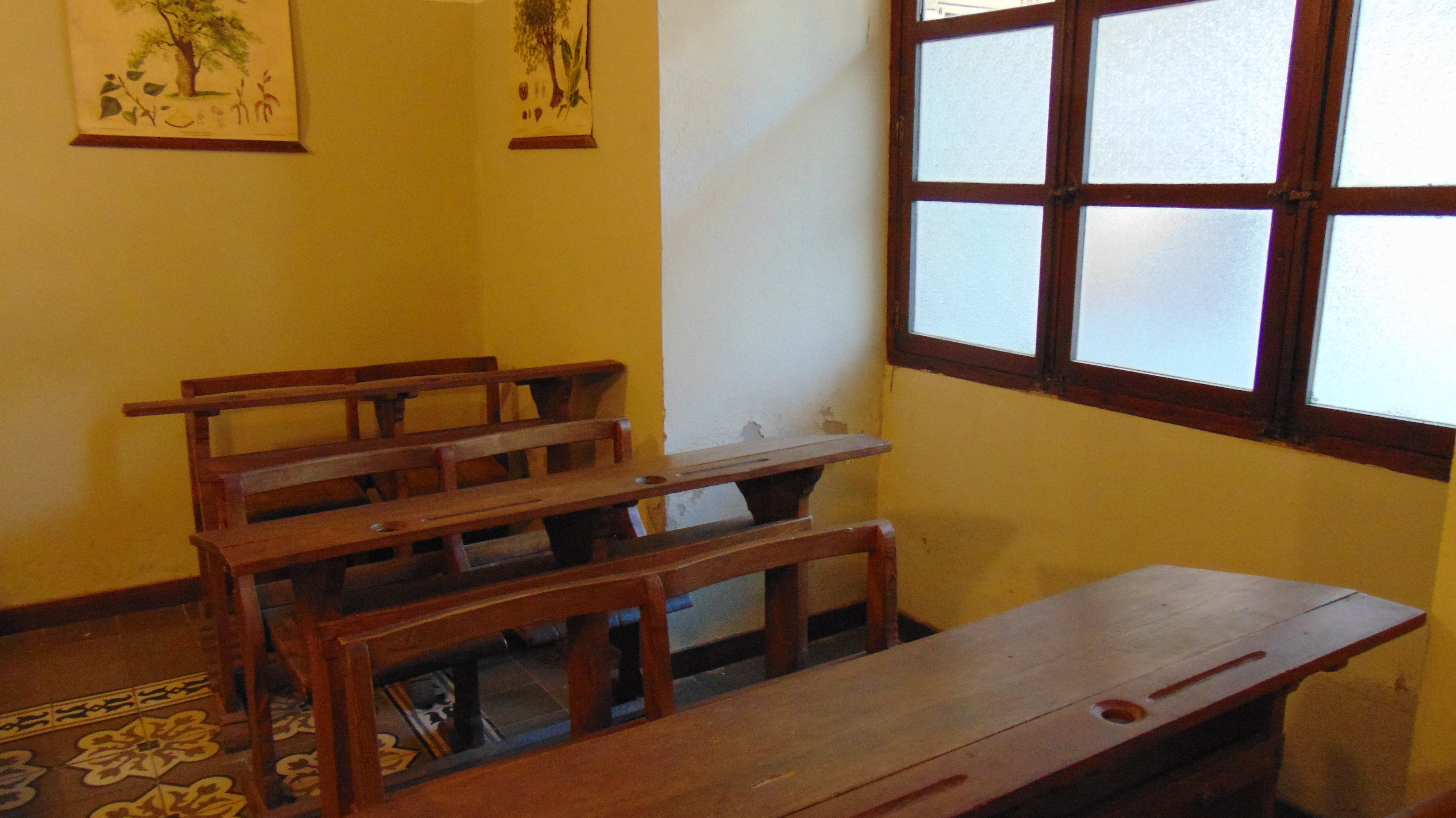

- Paseo de Antonio Machado 37°59′27.3″N 3°28′18.1″O / 37.990917, -3.471694.

Peregrinación a machado

Baeza es un instante pendular
cansado o floreciente
según sople la historia
con sus palacios a la espera
sus adoquines resabiados
sus lienzos de muralla
su alcázar que no está
sus ruinas que predican
su custodia que gira y centellea
sus casas blancas y su sol en ocres

mas no vine a baeza a ver baeza
sino a encontrar a don antonio
que estuvo por aquí
desolado y a solas
la muerte adolescente
de leonor en sus manos
y en su mirada y en su sombra
tengo que imaginarlo
aterido en el aula
junto al brasero las botas raídas
dictando lamartine y victor hugo
ya que tan solo era
profesor de francés uno de tantos

tengo que descubrirlo
en las callejas que ciñen
la obstinada catedral
montada en la mezquita
y suponer que estamos en invierno
pues no era Machado
un poeta de estío
que Federico estuvo aquí
dicen y dicen que le dijo
a mí me gustan
la poesía y la música
y tocó al piano algo de falla

pero a machado le atraía
más la templada encina negra
que ya murió camino de Úbeda
tampoco existe la farmacia
(en su lugar hay una tienda)
donde charlaban y tosían
los modestísimos notables
y allí llegaba don antonio
con su silencio y lo sentaba
junto a la estufa
los madroños las cabras
las lechuzas entraron en sus versos
mientras baeza mantenía
los gavilanes
en su nido real
la tarde se recoge en las colinas
el poeta no acude
sin embargo lo escolto
en su ritual hasta el paseo
de la muralla
a ver una vez más los olivares
y las lengüetas del guadalquivir
y la sierra de mágina que es mágica
y junto a mí sin verme
y junto a él sin verlo
entramos don Antonio y yo en la niebla
medidos por el rojo sol muriente
él como el caminante de sus sueños
yo como un peregrino de los suyos.

Mario Benedetti, Inventario 2: poesía completa (1986-1991).

- Placa conmemorativa. Colocada en la fachada de la casa en la que vivió (n.º 21, segunda planta) durante su residencia en la ciudad, ubicada en la confluencia del Pasaje Cardenal Benavides (conocido originariamente como «Prado de la Cárcel») con la calle Gaspar Becerra, justo enfrente del Ayuntamiento:

AQUÍ VIVIO EL POETA
D ANTONIO MACHADO
EL CIT EN EL CENTENARIO DE SU NACIMIENTO
BAEZA - 1975

No obstante, hay que destacar que los primeros meses de su estancia en Baeza los pasó en la habitación n.º 15 del desaparecido Hotel Comercio, ubicado en la calle San Pablo. En cuanto a la llegada de su madre, Ana Ruiz, «preocupada por el abatido estado de ánimo de su hijo», a la ciudad, parece lo más probable que se produjera a principios de enero de 1913, es decir, tras las vacaciones navideñas, que el poeta pasó, casi seguramente, con su familia en Madrid.
- Placa conmemorativa del 70.º aniversario de su muerte:

LA CIUDAD DE BAEZA EN HOMENAJE Y
RECUERDO AL POETA
ANTONIO MACHADO
EN EL 70 ANIVERSARIO DE SU MUERTE.
BAEZA, 22 DE FEBRERO DE 2009.

- El 4 de febrero de 2019, el Ayuntamiento de Baeza lo nombró por unanimidad hijo adoptivo de la ciudad que situó «en el imaginario colectivo universal» y cuya estancia en la misma, «marcada por el duelo por la muerte de su esposa […], supuso un antes y un después en su trayectoria vital y literaria».[30]

## Hemerografía
- León-Sotelo, Trinidad de (9 abr. 1983). «El homenaje al poeta Antonio Machado se celebrará mañana en Baeza». ABC (Madrid): 39.
- Pasquau, Juan (17 abr. 1959). «Antonio Machado en Baeza». ABC (Madrid): 23, 27.
- Pérez Ferrero, Miguel (19 feb. 1966). «En Baeza, con Antonio Machado». ABC (Madrid): 3.
- Pérez Ferrero, Miguel (19 feb. 1966). «En Baeza, con Antonio Machado». ABC (Sevilla): 3.